# Chiquinshulum
Chiquinshulum es una localidad del estado mexicano de Chiapas. Es parte del municipio de Chalchihuitán.

## Demografía
| Gráfica de evolución demográfica |
|                                  |

| Censo | Población |
| ----- | --------- |
| 1921  | 428       |
| 1930  | 155       |
| 1940  | 151       |
| 1950  | 576       |
| 1960  | 544       |
| 1970  | 282       |
| 1980  | 565       |
| 1990  | 880       |
| 2000  | 1 055     |
| 2010  | 1 612     |
| 2020  | 2 102     |